# 林华 (1923年)
林华（1923年—2001年），原名张家骏，男，直隶（今河北）玉田人，中华人民共和国政治人物，曾任中华人民共和国冶金工业部副部长。